# Хамад бін Халіфа (стадіон)
Стадіон «Хамад бін Халіфа» (араб. ملعب حمد بن خليفة) або просто Стадіон «Аль-Аглі» — багатофункціональний стадіон, розташований у місті Доха, столиці Катару, місткістю 20 000 глядачів. Домашня арена клубу «Аль-Аглі» (Доха).

## Історія
Стадіон приймав частину зустрічей (в тому числі і фінал) футбольного Кубка Азії 1988 року.
28 жовтня 1993 року на арені пройшов знаменитий матч між збірними Японії та Іраку в рамках останнього туру кваліфікаційного турніру до чемпіонату світу 1994 року, який закінчився нічиєю 2:2, що означало виключення Японії з участі у турнірі на користь Саудівської Аравії і Південної Кореї.
У 1995 році об'єкт був однією з арен молодіжного чемпіонату світу, а в 2006 році на стадіоні проходив футбольний турнір в рамках XV Азійських ігор.